# Juan Cuadrado
Juan Guillermo Cuadrado Bello (* 26. Mai 1988 in Necoclí) ist ein kolumbianischer Fußballspieler, der beim Pisa Sporting Club unter Vertrag steht.

## Karriere

### Vereine
Juan Cuadrado begann seine Karriere in den Jugendmannschaften von Atlético Uraba und Independiente Medellín. 2008 rückte er in die Profimannschaft auf, debütierte für diese in der Categoría Primera A, der höchsten kolumbianischen Spielklasse, und absolvierte in seiner Premierensaison 21 Ligaspiele, in denen er zwei Tore erzielte. In der Folgesaison bestritt er vom 5. April bis 17. Mai 2009 neun Ligaspiele in der Apertura, bevor der italienische Erstligist Udinese Calcio ihn verpflichtete. In zwei Spielzeiten absolvierte Cuadrado 20 Liga- und vier Pokalspiele. Zu Beginn der Saison 2011/12 wurde er für eine Saison – über ein Leihgeschäft – an die US Lecce abgegeben. Dort bestritt er 33 von 38 Ligaspielen und erzielte drei Tore. Zur Saison 2012/13 kehrte Cuadrado zunächst nach Udine zurück, wurde aber am 23. Juli 2012 an den AC Florenz ausgeliehen und ab der Folgesaison dauerhaft an den Verein gebunden.
Am 2. Februar 2015 wechselte Cuadrado in die Premier League zum FC Chelsea. Er erhielt einen Vertrag bis zum 30. Juni 2019. Cuadrado kam bis zum Saisonende auf 12 Ligaeinsätze und gewann den Meistertitel und den Ligapokal.
Da sich Cuadrado in seinem ersten halben Jahr beim FC Chelsea nicht hatte durchsetzen können, wechselte er am 25. August 2015 bis zum Ende der Saison 2015/16 auf Leihbasis zurück in die Serie A zu Juventus Turin. Zuvor war er am zweiten Spieltag bei der 0:3-Niederlage bei Manchester City noch zu einem Einsatz als Einwechselspieler gekommen. In Turin kam Cuadrado zu 28 Ligaeinsätzen, in denen er vier Tore zum Gewinn der Meisterschaft beisteuerte sowie zu vier Einsätzen auf dem Weg zum Gewinn der Coppa Italia.
Im Sommer 2016 kehrte Cuadrado zunächst zum FC Chelsea zurück. In der Vorbereitung kam er im International Champions Cup zum Einsatz. Nachdem er an den ersten drei Spieltagen der Premier League nicht im Kader gestanden hatte, kehrte Cuadrado am 31. August 2016 für fünf Millionen Euro auf Leihbasis zu Juventus Turin zurück. Er erhielt einen Leihvertrag über drei Jahre bis zum 30. Juni 2019. Die Kaufoption lag bei 25 Mio. Euro, die bei einer bestimmten Anzahl an Einsätzen verpflichtend wurde und sich um weitere vier Millionen Euro erhöht. Mit Juve wurde Cuadrado – wie in der Vorsaison – Meister und Pokalsieger. Außerdem zog das Team in der Champions-League-Finale ein, in dem man sich Real Madrid 1:4 geschlagen geben musste. Cuadrado sah in diesem Spiel nach seiner Einwechselung die gelb-rote Karte. Zur Saison 2017/18 wurde er für 20 Mio. Euro fest verpflichtet und mit einem Vertrag bis zum 30. Juni 2020 ausgestattet. Dieser wurde im November 2019 vorzeitig bis 2022 verlängert. Im April 2022 wurde sein Vertrag um ein weiteres Jahr verlängert. Im Sommer 2023 wurde bekannt, dass Cuadrados Vertrag in Turin nicht verlängert wird.
Zur Saison 2023/24 wechselte er zu Inter Mailand und unterschrieb dort einen Einjahresvertrag. Mit Inter gewann er seinen sechste italienische Meisterschaft.
Nachdem der Vertrag bei den Mailändern am 1. Juli ausgelaufen war, wechselte Cuadrado zur Saison 2024/25 zum Ligakonkurrenten Atalanta Bergamo und unterschrieb dort einen Einjahresvertrag. Im Anschluss daran wechselte er zum Serie-A-Aufsteiger Pisa Sporting Club.

### Nationalmannschaft
Am 3. September 2010 debütierte Juan Cuadrado in der kolumbianischen A-Nationalmannschaft, die in Puerto La Cruz mit 2:0 gegen die Auswahl Venezuelas siegte; er erzielte mit dem Führungstreffer in der 17. Minute sein erstes Länderspieltor. Er gehörte dem Kader bei der Weltmeisterschaft 2014 in Brasilien an.
Bei der Fußball-Weltmeisterschaft 2018 in Russland gehörte er zum kolumbianischen Aufgebot. Er wurde in allen Spielen eingesetzt und erzielte ein Tor. Mit der Mannschaft schied er im Achtelfinale gegen England aus.

## Titel
England
- Meister: 2015 (FC Chelsea)
- Ligapokalsieger: 2015 (FC Chelsea)

Italien
- Meister (6): 2016, 2017, 2018, 2019, 2020 (alle Juventus Turin), 2024 (Inter Mailand)
- Pokalsieger (4): 2016, 2017, 2018, 2021 (alle Juventus Turin)
- Supercupsieger (3): 2018, 2020 (beide Juventus Turin), 2023 (Inter Mailand)